# A Girl at Bay
A Girl at Bay er en amerikansk stumfilm fra 1919 af Tom Mills.

## Medvirkende
- Corinne Griffith som Mary Allen
- Walter Miller som Bruce Craigin
- Harry Davenport som Frank Galt
- Denton Vane som Thomas Gray
- Walter Horton som Hooker